# The Bridge (serie televisiva 2013)
The Bridge è una serie televisiva statunitense trasmessa dal 10 luglio 2013 al 2 ottobre 2014 sulla rete televisiva via cavo FX.
Remake di una serie scandinava, The Bridge vede protagonisti Diane Kruger e Demián Bichir nei panni di un'insolita coppia di detective alle prese con un intricato caso poliziesco che si snoda sul confine tra Stati Uniti e Messico. Al suo debutto, la prima stagione ha registrato una positiva accoglienza da parte della critica. La serie è stata cancellata al termine della seconda stagione.

## Trama
Lungo il confine tra il Messico e gli Stati Uniti d'America, sul ponte che collega la città texana di El Paso e quella chihuahuense di Ciudad Juárez, vengono ritrovate due metà di due diversi cadaveri. Una appartiene ad una giudice texana, mentre l'altra è di una giovane donna messicana. Date le circostanze, le forze di polizia dei due paesi saranno costrette a collaborare: la detective statunitense Sonya Cross e il detective messicano Marco Ruiz si uniranno quindi in una task force per dare la caccia all'efferato omicida seriale che opera tra i due stati.

## Episodi
| Stagione         | Episodi | Prima TV USA | Prima TV Italia |
| ---------------- | ------- | ------------ | --------------- |
| Prima stagione   | 13      | 2013         | 2013            |
| Seconda stagione | 13      | 2014         | 2014            |

## Personaggi e interpreti

### Personaggi principali
- Sonya Cross, interpretata da Diane Kruger e doppiata da Giovanna Rapattoni.
È una detective del dipartimento di polizia di El Paso. È presumibilmente affetta dalla Sindrome di Asperger.
- Marco Ruiz, interpretato da Demián Bichir e doppiato da Massimo Rossi.
È un detective della polizia messicana.
- Hank Wade, interpretato da Ted Levine e doppiato da Gerolamo Alchieri.
È un tenente del dipartimento di polizia di El Paso, diretto superiore dell'agente Cross.
- Charlotte Millwright, interpretata da Annabeth Gish e doppiata da Laura Boccanera.
È la benestante proprietaria di un ranch, il cui marito muore a causa di un arresto cardiaco.
- Steven Linder, interpretato da Thomas M. Wright e doppiato da Christian Iansante.
È un dipendente presso un centro di assistenza sociale.
- Daniel Frye, interpretato da Matthew Lillard e doppiato da Pasquale Anselmo.
È un giornalista del quotidiano El Paso Times.
- Adriana Perez, interpretata da Emily Rios e doppiata da Benedetta Degli Innocenti.
È una giornalista, collega di Daniel.

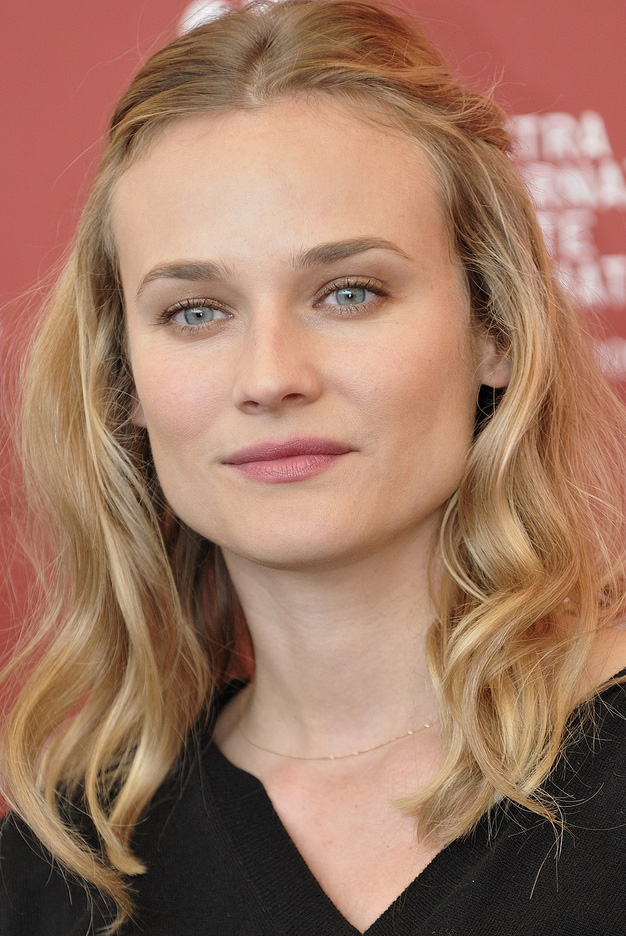
Diane Kruger interpreta Sonya Cross
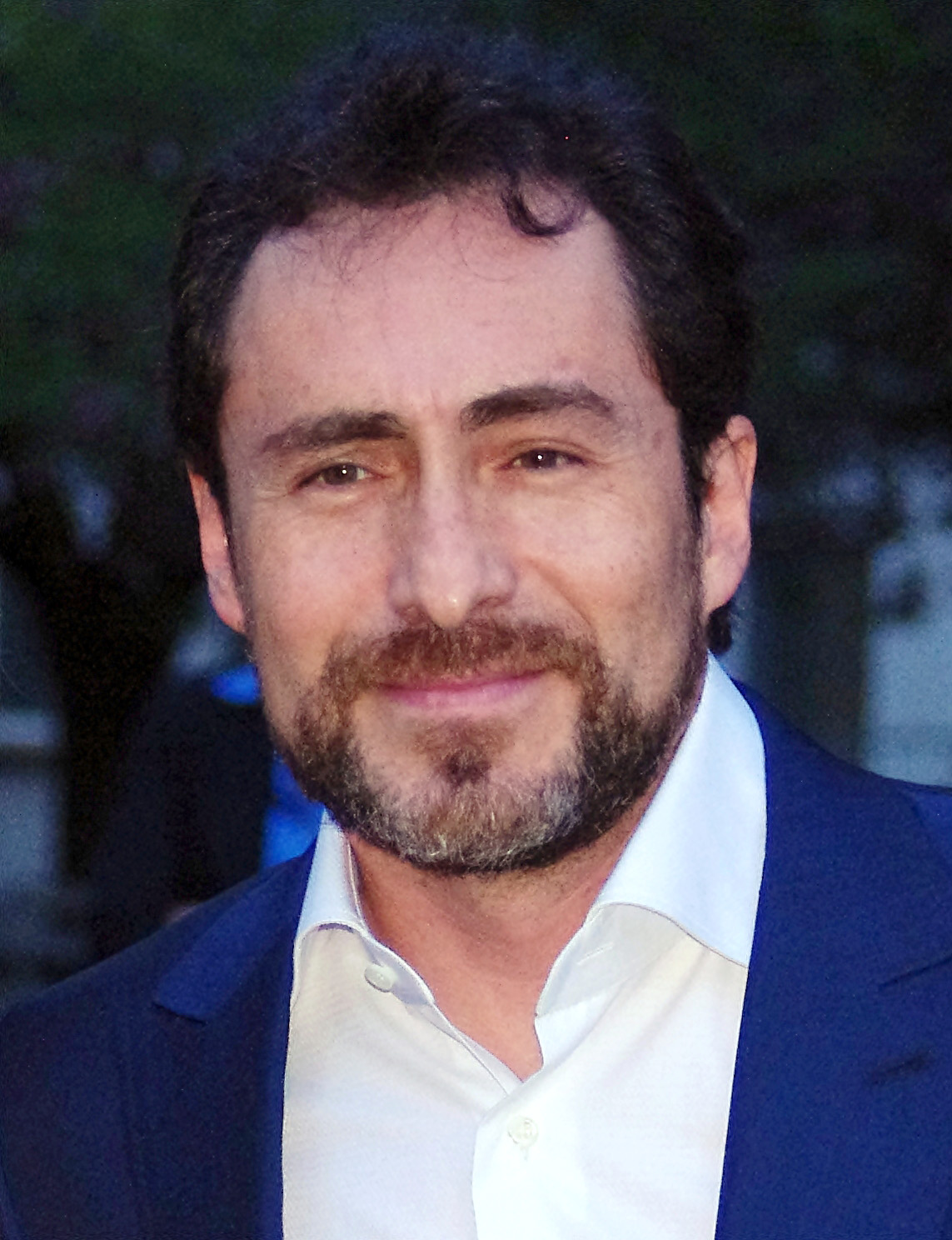
Demián Bichir interpreta Marco Ruiz
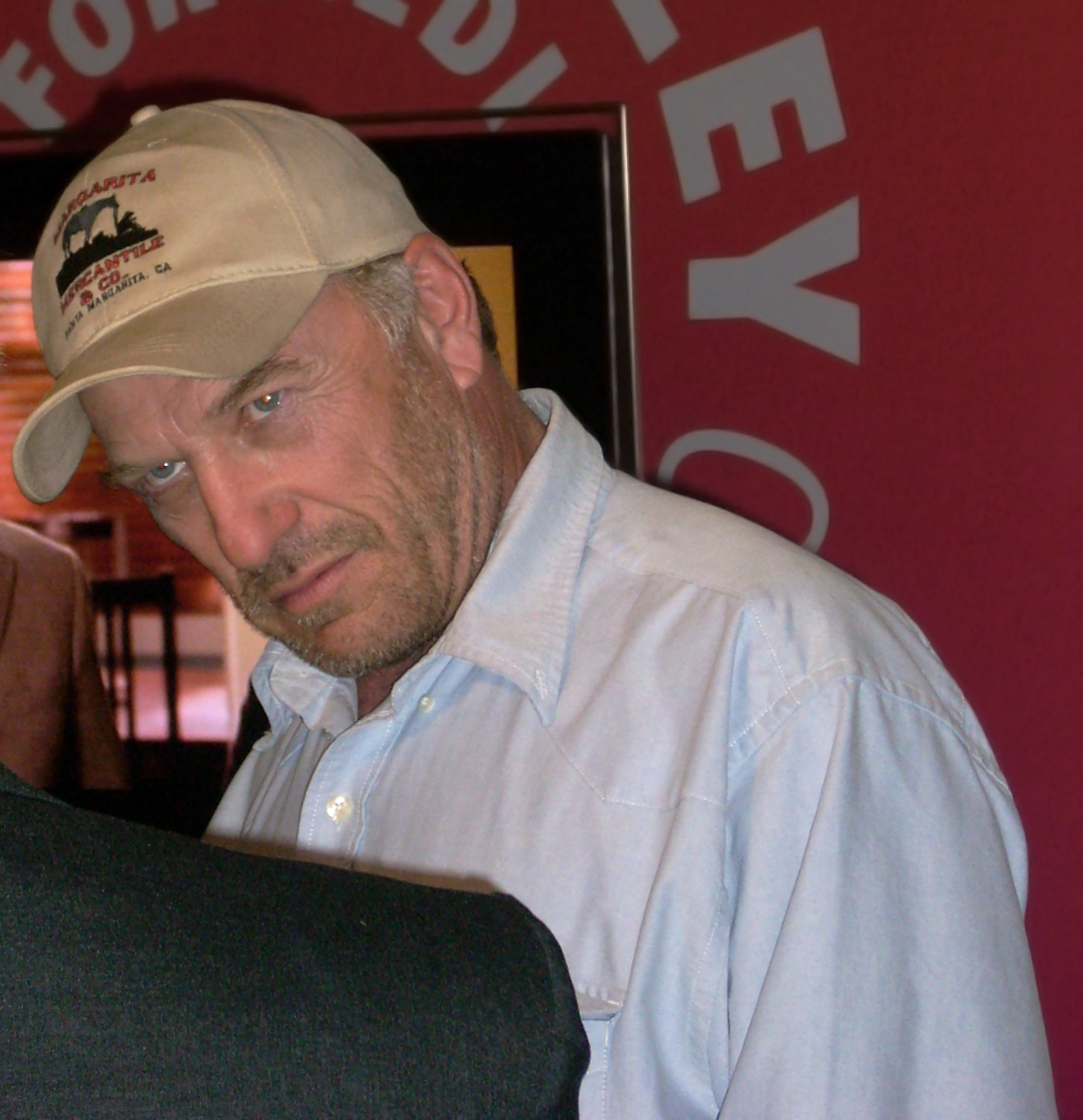
Ted Levine interpreta Hank Wade
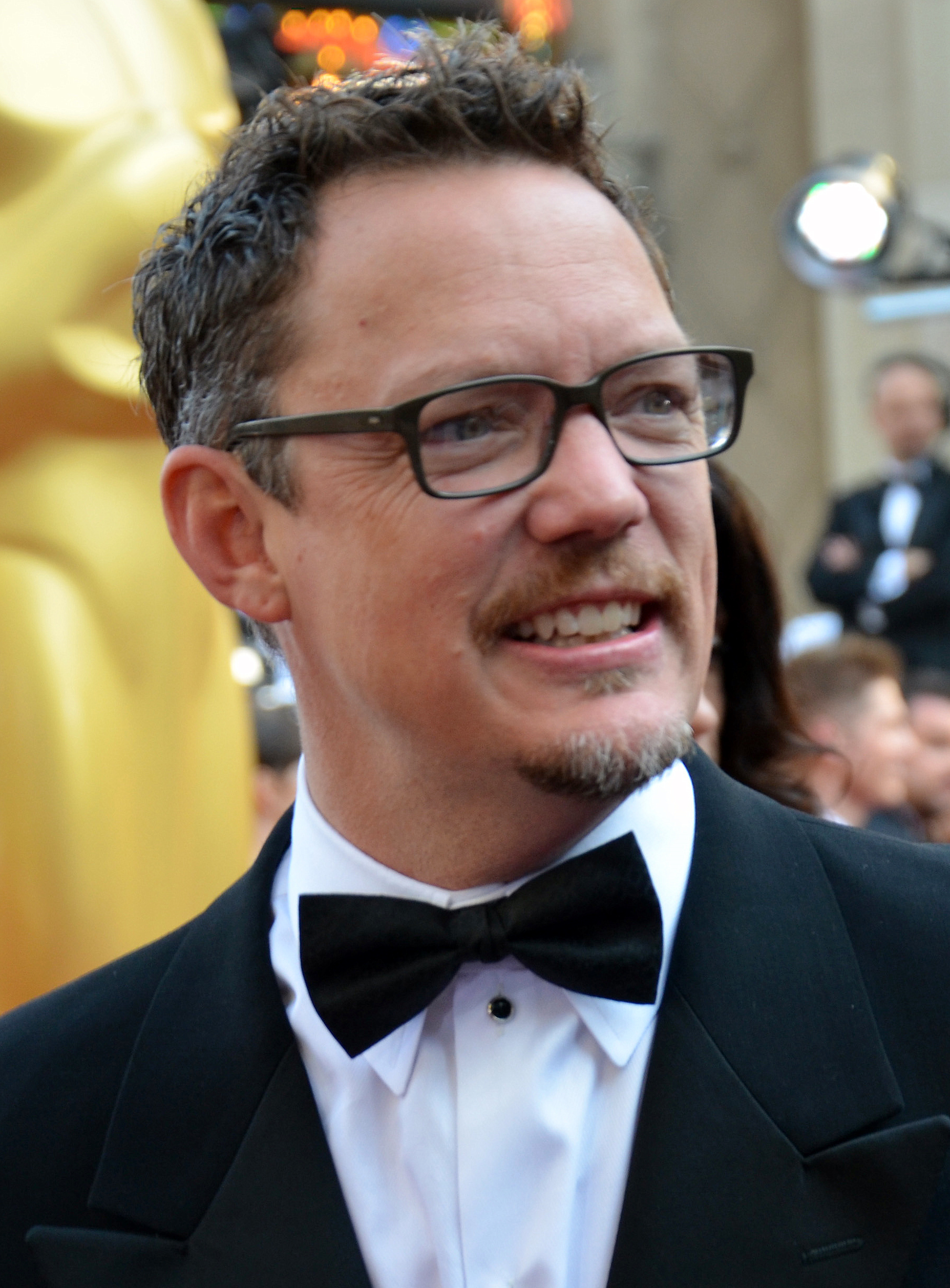
Matthew Lillard interpreta Daniel Frye
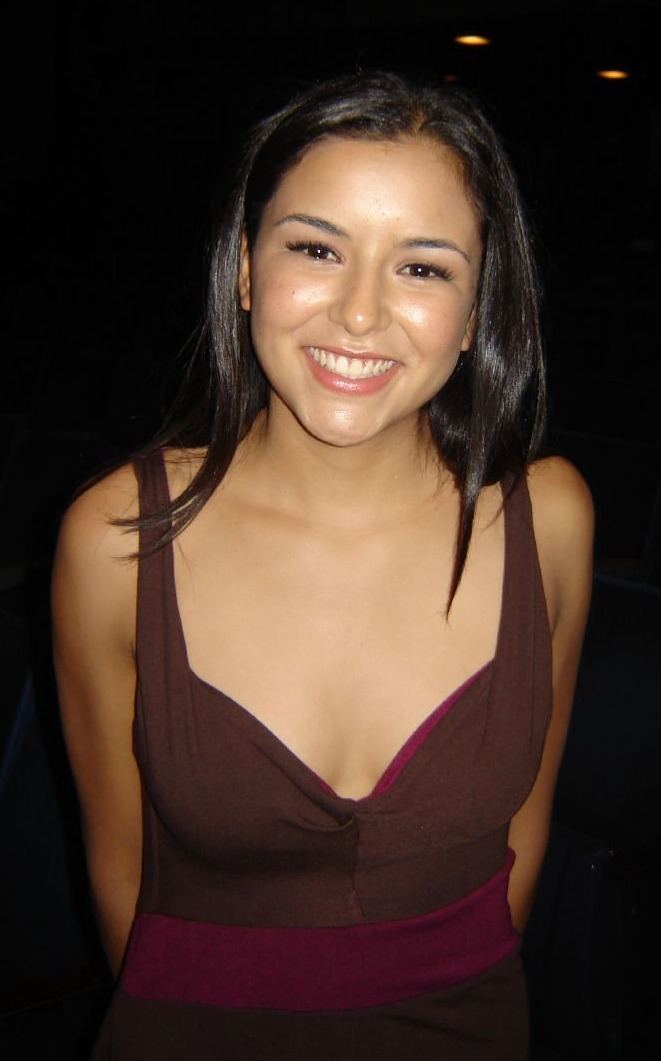
Emily Rios interpreta Adriana Perez

### Personaggi secondari
- Alma Ruiz, interpretata da Catalina Sandino Moreno e doppiata da Daniela D'Angelo.
È la seconda moglie del detective Ruiz.
- Gus Ruiz, interpretato da Carlos Pratts e doppiato da Jacopo Cinque.
È il figlio maggiore del detective Ruiz.
- Tim Cooper, interpretato da Johnny Dowers e doppiato da Roberto Certomà.
È un detective di El Paso, collega di Sonya.
- Kitty Conchas, interpretata da Diana-Maria Riva.
È una dipendente del dipartimento di polizia di El Paso.
- Jack Dobbs, interpretato da Nathan Phillips, doppiato da Marco Vivio.
Fratello di Jim Dobbs, l'uomo che ha ucciso la sorella di Sonya

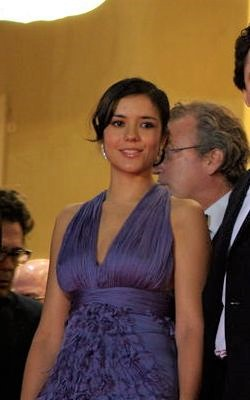
Catalina Sandino Moreno interpreta la signora Ruiz
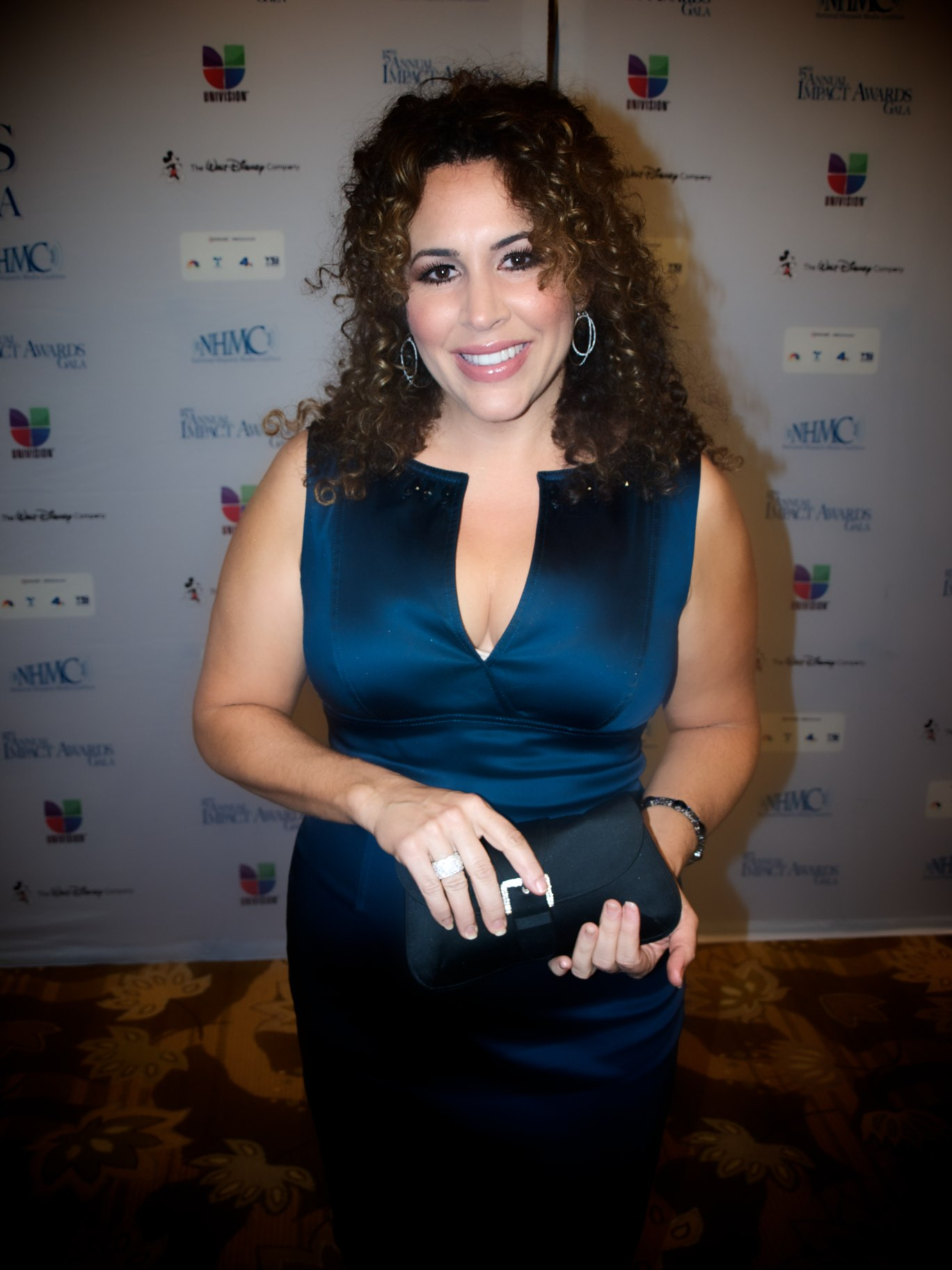
Diana-Maria Riva interpreta Kitty Conchas

## Produzione

### Concezione

Logo della serie televisiva

The Bridge è un remake della serie televisiva dano-svedese del 2011 Bron / Broen, trasmessa in Italia con il titolo The Bridge - La serie originale. Quando la Shine America, ovvero la casa di produzione che deteneva i diritti per l'adattamento della serie originale, propose la produzione della serie alla rete FX, quest'ultima aveva in programma lo sviluppo di una serie da ambientare sul confine tra USA e Messico già da diversi anni. Dopo aver respinto una prima versione del progetto, il 28 luglio 2012 FX diede quindi il via libera alla produzione di un episodio pilota, la cui direzione venne poi affidata al regista messicano Gerardo Naranjo.
L'adattamento è curato dagli autori e produttori Elwood Reid e Meredith Stiehm, quest'ultima anche produttrice esecutiva di Homeland. In un primo momento la Shine America aveva proposto loro di ambientare la serie tra Stati Uniti e Canada, ma presto, complice anche la bocciatura dell'idea da parte di FX, venne preferito il confine tra Stati Uniti e Messico; il quale, secondo Elwood Reid, offre maggiori tematiche in grado di far da sfondo alla trama, tra cui immigrazione, traffico di esseri umani e di stupefacenti. Sia Reid che Stiehm nella fase di pre-produzione svolsero un'accurata ricerca sui luoghi in cui la serie sarebbe stata ambientata, visitandoli di persona e avendo anche l'occasione di incontrare i familiari di una delle molte donne uccise ogni anno a Juárez. Al fine di offrire una rappresentazione più realistica, per molte scene viene utilizzata anche la lingua spagnola. Secondo Elwood Reid, The Bridge può rappresentare una sorta di misto cinematografico di Non è un paese per vecchi (No Country for Old Men) e Millennium - Uomini che odiano le donne (The Girl with the Dragon Tattoo).
Nel mese di agosto 2013, durante una conferenza al TCA Summer Press Tour, gli autori specificarono che il caso poliziesco della prima stagione si sarebbe risolto prima della fine della stessa, mentre la seconda stagione non sarebbe stata incentrata su un nuovo singolo caso ma avrebbe affrontato diversi crimini, in modo simile alla serie The Wire. Dopo la fine della prima stagione, la co-ideatrice Meredith Stiehm abbandonò la serie per divergenze creative.

### Casting
Il 20 settembre 2012 Diane Kruger fu ingaggiata per il ruolo della protagonista Sonya Cross. Tra l'8 e il 9 ottobre fu invece annunciato l'ingaggio di Demián Bichir, per il ruolo del detective Marco Ruiz; Annabeth Gish, per il ruolo di Charlotte Millwright; Ted Levine, per il ruolo del tenente Hank Wade; e Tom Wright, per la parte di Steven Linder. Nel corso del mese di novembre 2012, per i ruoli di personaggi secondari, si unirono al cast anche Emily Rios, interprete di Adriana Perez; Matthew Lillard, interprete di Daniel Frye; e Catalina Sandino Moreno, interprete della moglie del detective Ruiz.
Diane Kruger accettò la parte dopo aver visto otto episodi della serie originale. Per prepararsi ad interpretare il ruolo di Sonya Cross, la quale soffre della sindrome di Asperger, nei giorni precedenti le riprese venne aiutata da un consulente che soffre di tale disturbo, Alex Plank, il quale l'assiste anche sul set. In un'intervista l'attrice ebbe occasione di rivelare che, come il personaggio interpretato, nella vita reale è sempre stata considerata una donna dai modi diretti e bruschi. La Kruger si disse molto affezionata al personaggio di Sonya, apprezzando l'opportunità di interpretare un personaggio di una profondità e spessore superiore a quelli di molte opere cinematografiche. Secondo l'attrice tedesca, che spiegò di essersi ispirata all'interpretazione di Sofia Helin nella serie originale, uno degli aspetti più importanti nella rappresentazione del suo personaggio è quello di mostrare come le persone affette dallo stesso disturbo di Sonya non siano affatto prive di empatia o emozioni. Autism Speaks, associazione che promuove la ricerca e la consapevolezza sull'autismo, è partner della serie.
Il co-protagonista Demián Bichir invece accettò la parte senza guardare la serie originale, per evitare di esserne condizionato nella sua interpretazione. L'attore, già candidato ai premi Oscar per il film Per una vita migliore, si disse molto entusiasta di far parte del cast; Bichir giudicò la serie molto avvincente, apprezzando l'impegno dei produttori di offrire uno sguardo realistico della cultura messicana e dei luoghi rappresentati, anche se alcuni di essi non rispecchiano fedelmente gli originali per renderli più funzionali alla storia narrata. In particolare, secondo Bichir, la città di Juárez viene rappresentata in uno stato più decadente di quanto lo sia nella realtà. L'attore messicano si disse anche convinto che la trasmissione internazionale della serie aiuta a rinnovare la consapevolezza globale su diverse problematiche irrisolte del suo paese natale.

### Riprese
Le riprese dell'episodio pilota hanno avuto luogo anche nei luoghi in cui è ambientato, nei dintorni di El Paso, ma il resto degli episodi per ragioni logistiche e di budget è girato principalmente a Los Angeles. Luoghi delle riprese sono anche i dintorni di Simi Valley e Tijuana.

### Programmazione
Dopo aver visionato il pilot, il 12 febbraio 2013 FX ordinò la produzione di una prima stagione completa di tredici episodi, il cui debutto televisivo venne programmato per il 10 luglio 2013.
Il 24 settembre 2013 la serie fu rinnovata per una seconda stagione, anch'essa di tredici episodi, trasmessa dal 9 luglio 2014. Il 21 ottobre 2014 FX annunciò l'intenzione di non rinnovare la serie per una terza stagione.

## Colonna sonora
La colonna sonora è curata da John Bissell, mentre il compositore delle musiche originali è Shawn Pierce. La canzone principale della serie, utilizzata anche durante la sigla, è Until I'm One With You, appositamente composta ed eseguita dal cantautore Ryan Bingham.

## Accoglienza

### Ascolti
La première dell'episodio pilota il 10 luglio 2013 su FX fu seguita da circa 3.040.000 telespettatori; cifra che sale a 4.012.000 comprendendo la replica andata in onda durante la stessa serata.

### Critica
(Glenn Garvin, Miami Herald)

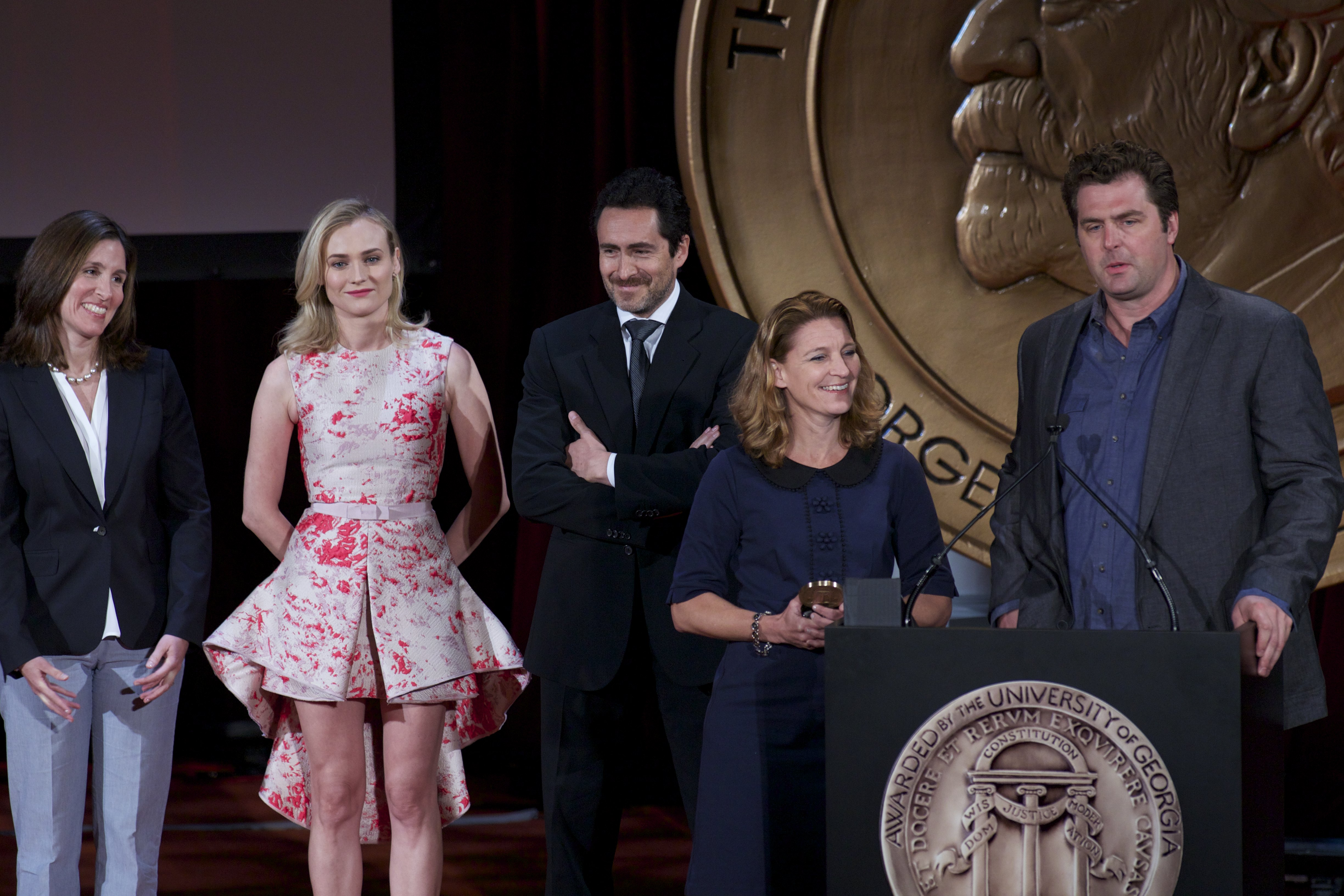
I membri del cast e la troupe The Bridge all'annuale 73 Peabody Awards

The Bridge ricevette un'accoglienza positiva da parte della critica. Nel mese di giugno 2013, ai Critics' Choice Television Awards, fu menzionata tra le nuove serie più promettenti della nuova stagione televisiva.
Il The Hollywood Reporter la presentò come una nuova serie dal grande potenziale; ne consigliò quindi la visione, apprezzando sia lo stile di scrittura degli episodi, sia le interpretazioni del cast artistico. Anche James Poniewozik sul TIME la giudicò molto promettente, descrivendola come «la storia di due mondi opposti che incontrano». Sul The Huffington Post venne descritta come una serie ricca di suspense, intrigante e dotata di un cast di talento, mentre per il Denver Post l'opera rappresenta molto di più di un semplice poliziesco, offrendosi anche come strumento per dare spunto a conversazioni su questioni legali, etiche e morali. Per NBC News la fiction tenta di rappresentare allo stesso tempo la vita su entrambi i lati del confine messicano-statunitense, immortalando la geopolitica contemporanea della regione; esperimento il cui risultato fu definito «macabro, ma molto efficace». Secondo il Boston Globe la serie è dotata di una storia ricca, risoluta e coinvolgente, in cui non mancano risvolti sorprendenti, offrendo quindi lo stesso livello di eccellenza di altre produzioni trasmesse da FX, quali Justified o The Americans. Il Washington Post la giudicò uno dei migliori debutti dell'anno, apprezzando sia la recitazione che la narrazione. Anche per il San Jose Mercury News potrebbe trattarsi di un altro grande successo di FX, giudicando la serie molto affascinante e in grado di coinvolgere tanto quanto un ottimo libro. IndieWire apprezzò molto la regia dell'episodio pilota, mentre l'Orlando Sentinel giudicò «superba» l'interpretazione di Demián Bichir. Per il St. Louis Post-Dispatch si tratta di un adattamento talmente ben realizzato da far dimenticare che esista una versione originale; Tom Long sul The Detroit News definì il pilot come uno dei migliori che si possano ricordare.
Brian Lowry su Variety, tuttavia, considerò i primi episodi della serie non al livello delle altre serie ben riuscite di FX, pur offrendo un'ambientazione cruda e intrigante, la quale ricorda i film Non è un paese per vecchi (No Country for Old Men) e L'infernale Quinlan (Touch of Evil). Per il critico statunitense il punto debole della serie è rappresentato dal personaggio di Sonya Cross, non ben concepito e interpretato, mentre la presenza nel cast di Demián Bichir è tra i maggiori punti di forza.

## Promozione
Dopo le prime immagini promozionali distribuite il giorno dell'annuncio della produzione della prima stagione, che raffigurano i due detective protagonisti della serie, da fine marzo 2013 iniziò ad essere distribuita una serie di brevi video promozionali. Il primo trailer venne invece pubblicato il 14 maggio 2013. Tra i vari video promozionali distribuiti attraverso il sito ufficiale e le piattaforme Facebook e YouTube, ne sono presenti anche alcuni di presentazione ai luoghi in cui è ambientata la serie, con interviste a privati cittadini e poliziotti che ci vivono e lavorano nella vita reale.
Nel mese di giugno 2013 nelle città di Chicago, Houston, Los Angeles, Miami e New York venne organizzato un concorso dedicato agli autori di murales, con l'intento di promuovere la serie nella comunità ispanica. L'8 luglio 2013 l'episodio pilota venne proiettato in anteprima al DGA Theater di Los Angeles.

## Trasmissione internazionale
Dopo il debutto televisivo statunitense del 10 luglio 2013, la serie è trasmessa a partire dai giorni seguenti in circa 120 paesi diversi attraverso i canali del gruppo Fox International Channels, venendo distribuita in 44 lingue. In Spagna va in onda su Fox Crime dall'11 luglio 2013. Il giorno seguente debutta in Sudafrica, il 15 luglio in Messico, il 16 luglio in Polonia, mentre in Italia è trasmessa dal 18 luglio su Fox Crime.
Anche la seconda stagione, dopo il debutto televisivo statunitense del 9 luglio 2014, è trasmessa a partire dai giorni seguenti in circa 120 paesi. In Italia, Spagna, Polonia e America Latina va in onda su Fox Crime del 10 luglio 2014, mentre il giorno seguente debutta in Portogallo.

## Riconoscimenti
- 2015 - Young Artist Awards[53]
  - Nomination Miglior performance in una serie televisiva - Giovane attore ricorrente di anni 17-21 a Daniel Polo